# Adolf Scherbaum (Trompeter)

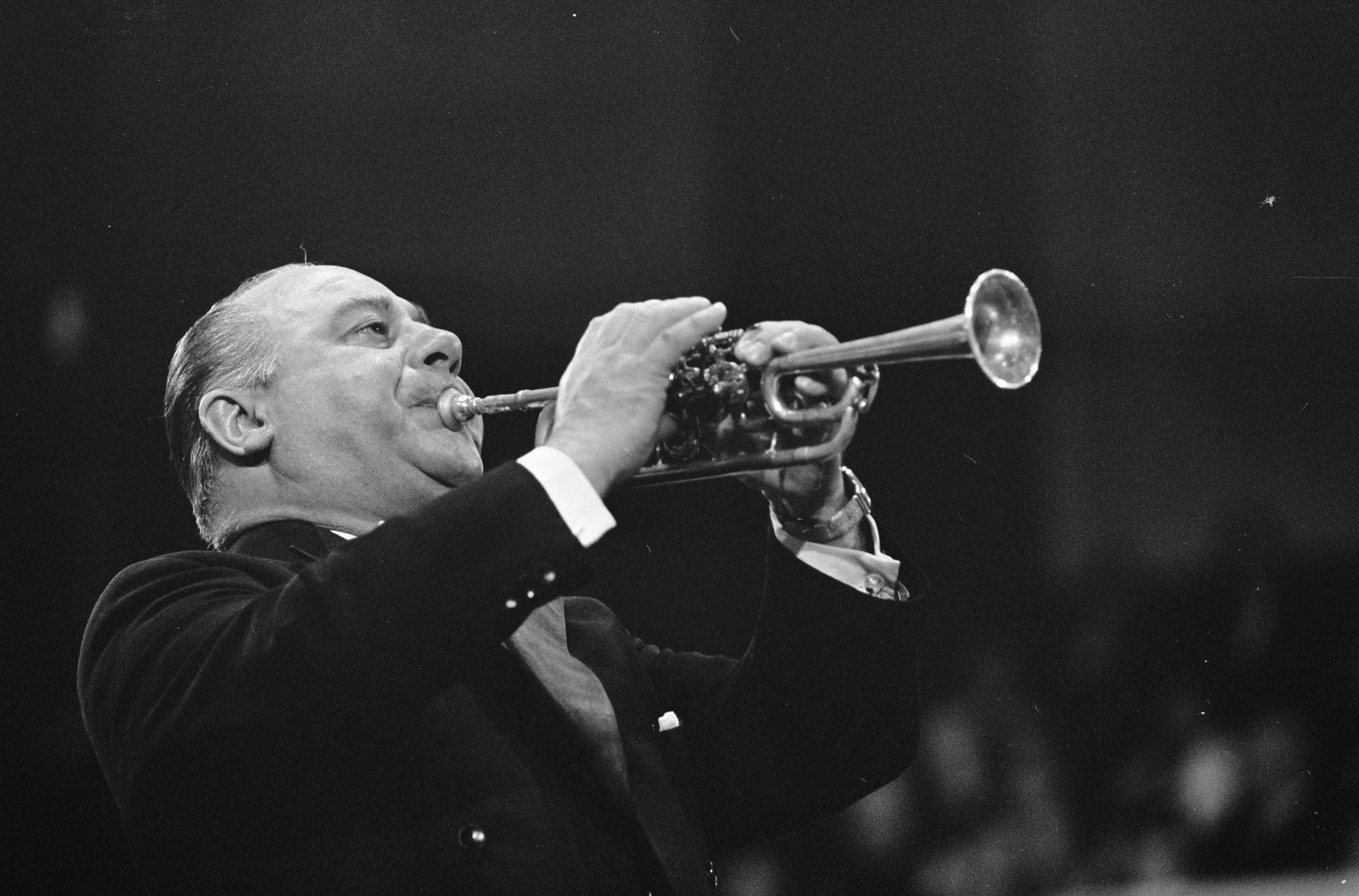
Adolf Scherbaum, 1967

Adolf Scherbaum (* 23. August 1909 in Eger/Böhmen; † 2. August 2000 in Heilsbronn) war ein Trompeter. Scherbaum spielte vor allem die hohe Piccolotrompete.

## Leben
Scherbaum studierte in Prag und Wien bei Franz Dengler. Seiner ersten Tätigkeit als Solotrompeter am Landestheater in Brünn folgten Engagements unter Joseph Keilberth an der Deutschen Philharmonie in Prag und bei den Berliner Philharmonikern unter Wilhelm Furtwängler.
Nach den Kriegswirren erhielt Scherbaum eine Professur an der Musikhochschule in Preßburg in der Tschechoslowakei, ehe er legal die Ausreise in die Bundesrepublik erreichte und zum Nordwestdeutschen Rundfunk nach Hamburg kam. 1964–1977 war er Professor für Trompete an der Musikhochschule in Saarbrücken.

## Bachinterpretation
Das 2. Brandenburgische Konzert von Johann Sebastian Bach war in seiner Originalbesetzung seit seiner Entstehung nicht mehr interpretierbar. Das für Clarino geschriebene Werk galt unter Trompetern aufgrund seiner hohen Lage als nicht spielbar. Die Fähigkeit, diese extrem hohe Lage zu blasen, war nach der Barockzeit verloren gegangen.
Bereits in seiner Prager Zeit hatte Scherbaums großer Bewunderer, Joseph Keilberth, der sein Potential erkannt hatte, ihn auf das 2. Brandenburgische Konzert von Bach aufmerksam gemacht.
Ein Trompetenbauer aus Hamburg hatte in dieser Zeit die erste Hoch-b-Trompete, eine Neukonstruktion, entwickelt und sie Scherbaum zur Prüfung gebracht. Mit seiner geschulten Blastechnik und diesem neuen Instrument gelang es Scherbaum tatsächlich, jene verloren geglaubte barocke Trompetenvirtuosität wieder zurückzugewinnen. Die fast letzte Lücke bei der Renaissance der Barockmusik und bei der Rekonstruktion historischer Instrumente war damit geschlossen.
Jahrelang war Adolf Scherbaum weltweit der einzige Trompeter, der das 2. Brandenburgische Konzert überzeugend öffentlich vortragen konnte. Scherbaum setzte dabei Maßstäbe in der Musikgeschichte. 14 verschiedene Schallplattenfirmen haben das Werk zusammen mit ihm an der Trompete eingespielt.

## Auszeichnungen
- 1968: Nordgau-Kulturpreis der Stadt Amberg in der Kategorie „Musik“
- 1979: Kulturpreis der Stadt Sulzbach-Rosenberg

## Sonstiges
Scherbaum wird das Erreichen eines besonders hohen Atemdrucks nachgesagt.